# California Memorial Stadium
O California Memorial Stadium é um estádio localizado em Berkeley, Califórnia, Estados Unidos, possui capacidade total para 62.717 pessoas, é a casa do time de futebol americano universitário California Golden Bears football da Universidade da Califórnia em Berkeley. O estádio foi inaugurado em 1922.
O estádio foi designado, em 27 de novembro de 2006, uma estrutura do Registro Nacional de Lugares Históricos